# Quyền tổ chức và thương lượng tập thể (1949) số 98
Quyền tổ chức và thương lượng tập thể (1949) số 98 là một công ước của tổ chức lao động quốc tế. Đây là một trong tám công ước cơ bản của ILO.
Đối tác của nó trên nguyên tắc chung về tự do lập hội là Tự do lập hội và bảo vệ quyền tổ chức Công ước (1949) số 87.

## Nội dung
Lời mở đầu của Công ước 98 lưu ý việc thông qua vào ngày 1 tháng 7 năm 1949. Sau đó, Công ước bao gồm, trước tiên, quyền của các thành viên công đoàn được tổ chức độc lập, không có sự can thiệp của người sử dụng lao động trong điều 1 đến 3. Thứ hai, các điều từ 4 đến 6 yêu cầu tích cực tạo ra các quyền đối với thương lượng tập thể và luật pháp của mỗi quốc gia thành viên thúc đẩy nó.

### Quyền tổ chức
Điều 1 quy định rằng người lao động phải được bảo vệ chống phân biệt đối xử khi tham gia công đoàn, đặc biệt là các điều kiện của người sử dụng lao động không tham gia công đoàn, sa thải hoặc bất kỳ định kiến nào khác về việc có thành viên công đoàn hoặc tham gia vào các hoạt động của công đoàn. Điều 2 yêu cầu cả tổ chức của người lao động và người sử dụng lao động (tức là công đoàn và liên minh kinh doanh) không được can thiệp vào việc thành lập, hoạt động hoặc điều hành của chính họ. Điều 2 (2) nghiêm cấm, đặc biệt, các công đoàn bị chủ sử dụng lao động chi phối thông qua "phương tiện tài chính hoặc phương tiện khác" (chẳng hạn như một liên minh được sử dụng bởi chủ lao động, hoặc chủ lao động ảnh hưởng đến các quan chức). Điều 3 yêu cầu mỗi thành viên ILO có hiệu lực đối với các điều 1 và 2 thông qua máy móc phù hợp, chẳng hạn như cơ quan giám sát của chính phủ.

Điều 1
1. Người lao động phải được hưởng sự bảo vệ thích đáng trước mọi hành vi phân biệt đối xử chống lại công đoàn trong việc làm của họ.
2. Sự bảo vệ đó phải được áp dụng trước hết đối với những hành vi mà mục đích là nhằm:
(a) phụ thuộc việc làm của người lao động vào một điều kiện là người đó không được gia nhập công đoàn hoặc phải từ bỏ tham gia công đoàn;
(b) gây ra việc sa thải người lao động hoặc làm phương hại người đó bằng cách khác, với lý do là người đó gia nhập công đoàn, hoặc tham gia các hoạt động công đoàn ngoài giờ làm việc hoặc với sự đồng ý của người sử dụng lao động trong giờ làm việc.
Điều 2
1. Các tổ chức của người lao động và của người sử dụng lao động phải được hưởng sự bảo vệ thích đáng chống lại mọi hành vi của những phái viên hay thành viên của mỗi bên để can thiệp vào việc tổ chức điều hành và quản lý nội bộ của phía bên kia.
2. Những hành vi được coi là can thiệp vào nội bộ theo định nghĩa của Điều này, trước hết là những hành vi nhằm dẫn tới việc tạo ra những tổ chức của người lao động được sự chế ngự của một người sử dụng lao động hay một tổ chức của người sử dụng lao động, hoặc nhằm nâng đỡ những tổ chức của người lao động bằng tài chính hay bằng những cách khác, với ý đồ đặt các tổ chức đó dưới sự điều tiết của những người sử dụng lao động hay của những tổ chức của người sử dụng lao động.
Điều 3
Nếu cần thiết, phải thiết lập những cơ cấu phù hợp với điều kiện quốc gia, để đảm bảo cho việc tôn trọng quyền tổ chức đã được xác định trong các điều trên.

### Quyền thương lượng tập thể
Điều 4
Nếu cần thiết, phải có những biện pháp phù hợp với điều kiện quốc gia để khuyến khích và xúc tiến việc triển khai và sử dụng hoàn tất các thể thức thương lượng tự nguyện giữa một bên là người sử dụng lao động và các tổ chức của người sự dụng lao động với một bên là các tổ chức của người lao động, nhằm quy định những điều khoản và điều kiện về sử dụng lao động bằng thỏa ước tập thể.
Điều 5
1. Mức độ áp dụng những bảo đảm nêu trong Công ước này cho các lực lượng vũ trang hoặc cho cảnh sát sẽ do pháp luật hoặc quy định quốc gia quy định.
2. Theo những nguyên tắc được đề cập trong Đoạn 8, Điều 19 của Điều lệ Tổ chức Lao động quốc tế, việc một Nước thành viên phê chuẩn Công ước này sẽ không được coi là tác động tới mọi đạo luật, mọi phán quyết, mọi tập quán hoặc mọi thỏa thuận nào đang tồn tại và đang dành cho các thành viên lực lượng vũ trang và cảnh sát những đảm bảo mà Công ước này đã quy định.
Điều 6
Công ước này không điều giải vị trí của các công chức, và bằng bất kỳ cách nào cũng không thể được giải thích là có phương hại cho các quyền hoặc cho quy chế của công chức.